# Pro Team Astana/Saison 2010
Dieser Artikel listet Erfolge und Mannschaft des Radsportteams Astana in der Saison 2010 auf.

## Saison 2010

### Personal
Neben den zwölf Abgängen zu Armstrongs neuem Team RadioShack verließen auch die beiden Schweizer Steve Morabito und Michael Schär nach Ende der Saison 2009 die Mannschaft in Richtung BMC Racing Team. Den insgesamt 16 Abgängen standen 14 Neuzugänge für die Saison 2010 gegenüber. Die Spanier David de la Fuente und Joseph Jufré von Fuji-Servetto sowie der Tour-de-France-Sieger von 2006, Óscar Pereiro, der von Caisse d’Epargne kam, wurden vor allem als Helfer für den Tour-Kapitän Contador geholt. Von Lampre-N.G.C. wurden die beiden Italiener Paolo Tiralongo, ein starker Bergfahrer, sowie Enrico Gasparotto, ein Sprinter und Klassikerspezialist, verpflichtet. Mit dem australischen Sprinter Allan Davis von Quick Step konnte ein weiterer erfahrener und erfolgreicher Profi an Land gezogen werden, ihm folgte sein Landsmann Scott Davis, ehemals beim Team T-Mobile, der zuvor für Fly V Australia gefahren war. Außerdem stießen zur neuen Saison auch der erfahrene Slowene Gorazd Štangelj, das italienische Talent Mirko Selvaggi und der Ukrainische Rundfahrtspezialist Andrij Hrywko zum Team. Komplettiert wurde die Mannschaft durch vier kasachische Fahrer: Maxim Gurow, den Neo-Profi Jewgeni Nepomnjatschschi sowie Dmitri Fofonow und Walentin Iglinski, die beide im Jahre zuvor nicht aktiv waren.
Kapitäne des Teams für 2010 waren Alberto Contador, der seinen dritten Tour-de-France-Sieg anstrebte, und Alexander Winokurow, der sich auf die Klassiker und den Giro d’Italia konzentrieren und bei der Tour Helferdienste für Contador ausüben wollte.

### Saisonverlauf
Trotz der zahlreichen Abgänge von Stars und Leistungsträgern verlief die Rennsaison 2010 für das Team Astana sehr erfolgreich. Bereits im Februar konnte Alberto Contador mit dem Gewinn der Algarve-Rundfahrt ein erstes Ausrufezeichen setzen, und Anfang März triumphierte Maxim Iglinski beim Eintagesrennen Monte Paschi Eroica in der Toskana.
Der erste Saisonhöhepunkt für das Team und speziell für Alberto Contador war die Fernfahrt Paris-Nizza. Diese hatte Contador nämlich 2009 aufgrund eines Hungerastes nicht gewinnen können. 2010 jedoch gelang ihm der Sieg bei der "Fahrt zur Sonne", indem er die vierte Etappe, die mit einer Bergankunft in Mende endete, für sich entschied und dabei dem Deutschen Jens Voigt das Gelbe Trikot des Gesamtführenden abnahm, das Contador nicht mehr abgeben sollte. Bei der fast zeitgleich ausgetragenen Fernfahrt Tirreno–Adriatico gelang zudem Enrico Gasparotto der Gewinn des fünften Abschnitts. Es war der erste Sieg des Italieners für sein neues Team Astana.
Ende März trafen Contador und seine Equipe beim Critérium International zum ersten Mal auf den vorjährigen Teamkollegen Lance Armstrong. Weder Contador noch der Tour-Rekordsieger spielten auf Korsika jedoch eine Rolle in der Gesamtwertung, denn Armstrong war noch nicht in Form und der Spanier litt an einer Infektion.
Nach deren Auskurierung gewann Tour-Favorit Contador Mitte April schon sein drittes Etappenrennen im Jahr 2010. Den Sieg bei der Vuelta a Castilla y León sicherte er sich durch einen Erfolg im Zeitfahren.
Ebenfalls erfolgreich im April war Astana-Co-Kapitän Alexander Winokurow. Der Kasache konnte dank seines Prologsieges den Giro del Trentino für sich entscheiden.
Zwei Tage nach dessen Ende überquerte Winokurow auch bei Lüttich-Bastogne-Lüttich als Erster die Ziellinie. Von den Zuschauern wurde "Wino" aber bei der Zielpassage wegen seiner Dopingvergangenheit ausgepfiffen.
Winokurow ging auch in den Giro d’Italia, den er erstmals gewinnen wollte, als Kapitän ins Rennen. Dort eroberte er tatsächlich am dritten Tag des Rosa Trikot des Gesamtführenden, verlor es aber auf der vierten Etappe im Mannschaftszeitfahren an Vincenzo Nibali. Auf dem siebten Tagesabschnitt schlüpfte der ehemalige Fahrer des Team Telekom allerdings erneut ins "Maglia Rosa". Doch auf der elften Etappe ließen die Favoriten eine Ausreißergruppe mit großem Vorsprung davonfahren, aus der Richie Porte die Führung übernahm. In den Bergen konnte Winokurow auch wegen der Schwäche seines Teams nicht mit dem späteren Sieger Ivan Basso mithalten und beendete den Giro als Sechster mit über sieben Minuten Rückstand auf Basso.
Contador bestritt in Vorbereitung auf die Tour im Juni das Critérium du Dauphiné 2010, wo er den Prolog gewann. Auf der vierten Etappe, einem längeren Zeitfahren, verlor der Spanier aber überraschend das Gelbe Trikot des Gesamtführenden an den Slowenen Janez Brajkovič vom Team RadioShack. Das Trikot wollte er sich auf dem sechsten Abschnitt nach L’Alpe d’Huez zwar zurückholen, schaffte es aber trotz zahlreicher Angriffe und seinem Tagessieg nicht, Brajkovič abzuschütteln. Einen Tag vorher hatte sein Landsmann und Edelhelfer Daniel Navarro auf einer weiteren Bergetappe als Solist seinen ersten Profisieg feiern können.
Bei der eine Woche vor Beginn der Tour de France ausgefahrenen kasachischen Meisterschaft dominierten die Astana-Fahrer das Rennen und stellten mit Maxim Gurow auch den Sieger. Für Gurow war es der größte Erfolg seiner bisherigen Profikarriere. Am gleichen Tag eroberte auch sein slowenischer Teamkollege Gorazd Štangelj den nationalen Meistertitel seines Heimatlandes.
Die Astana-Mannschaft für die Frankreich-Rundfahrt war 2010 ganz auf Alberto Contador ausgerichtet. Im Vorjahr hatte Contador mit Lance Armstrong noch einen Konkurrenten um den Gesamtsieg im eigenen Team. Contadors Landsleute David de la Fuente, Jesús Hernández, Daniel Navarro und Benjamín Noval, der erfahrene Italiener Paolo Tiralongo, der Ukrainer Andrij Hrywko sowie die Kasachen Maxim Iglinski und vor allem Alexander Winokurow sollten den Spanier vor allem in den Bergen unterstützen.
Doch beim Prolog in Rotterdam gab es eine kleine Enttäuschung für den Titelverteidiger:Contador wurde Sechster und verlor fünf Sekunden auf Mitfavorit Lance Armstrong. Auf der zweiten Etappe stürzten zahlreiche Fahrer, unter anderem auch Armstrong, Contador und Andy und sein Bruder Fränk Schleck. Während der Amerikaner und der Astana-Mann wieder zum Feld aufschließen konnten, drohte den beiden Luxemburgern ein großer Rückstand. Doch ihr Team-Saxo-Bank-Kollege Fabian Cancellara, Gewinner des Prologs, verhinderte, dass das Feld Tempo machte, sodass auch die beiden Mitfavoriten wieder Anschluss finden konnten.
Ein für die Gesamtwertung mitentscheidendes Stück bildete die dritte Etappe, die teilweise über Kopfsteinpflaster führte. Viele Fahrer wollten im Vorfeld die Chance nutzen und Contador Zeit abnehmen, da der Titelverteidiger nicht als sehr erfahren auf dem Kopfsteinpflaster galt. Doch dieser hatte im Vorfeld der Tour mit dem ehemaligen Spezialisten Peter van Petegem trainiert. Auch deshalb und wegen der Hilfe von Winokurow verlor Contador nur wenig Zeit auf Mitfavoriten wie Andy Schleck, Cadel Evans, Bradley Wiggins und Denis Menchov. Auf die beiden letztgenannten wies der Spanier nur deshalb einen Rückstand von einigen Sekunden auf, weil Winokurow auf der Zielgeraden das Tempo in der Gruppe angezogen hatte, sodass Contador den Anschluss verpasste. Der Tour-Favorit machte trotzdem eine Minute auf den gestürzten Armstrong und mehr als eine Minute auf Giro-d’Italia-Gewinner Ivan Basso gut und lag damit auf Rang neun der Gesamtwertung.
Die erste Bergankunft der Tour de France 2010 erfolgte auf der siebten Etappe, die hinauf zur Station des Rousses führte. Contador und Winokurow erreichten das Ziel in der großen Favoriten-Gruppe. Der Kasache schob sich auf Rang fünf der Gesamtwertung vor seinem Teamkollegen und Kapitän Contador.
Auf dem darauffolgenden Tagesabschnitt nach Morzine-Avoriaz, auf dem Armstrong mit fast zwölf Minuten Rückstand die Chancen auf den Sieg verspielte, erreichte der Spanier ebenfalls mit den anderen Favoriten das Ziel, allerdings konnten Andy Schleck, dessen gestürzter Bruder Fränk bereits ausgeschieden war, und Samuel Sanchez kurz vor dem Ziel zehn Sekunden Vorsprung herausfahren.
"Wino" erreichte derweil mit fast zweieinhalb Minuten Rückstand auf Schleck das Ziel und fiel auf den 15. Gesamtrang zurück.
Auf der letzten Alpenetappe setzten sich Schleck und Contador am letzten Anstieg, dem Col de la Madeleine, von den anderen Favoriten ab und machten deutlich, dass es im Kampf um den Sieg ein Duell der beiden geben würde. Schleck übernahm mit 41 Sekunden vor dem Spanier das Gelbe Trikot von Cadel Evans.
Die zwölfte Etappe führte das Feld nach Mende, wo Contador im Frühjahr schon Paris-Nizza für sich entschieden hatte. Am Anstieg dorthin attackierte Winokurow und war auf dem Weg zum Tagessieg, bis er von Contador und Joaquim Rodríguez ein- und überholt und schließlich Dritter des Tages hinter dem Spanier wurde, der sich zehn Sekunden Vorsprung auf Schleck herausarbeiten konnte.
Den verpassten Erfolg holte Winokurow einen Tag später nach. Auf der eigentlich flachen Etappe nach Revel griff der Kasache am letzten Hügel vor dem Ziel an und baute seinen Vorsprung in der Abfahrt aus.
Der folgende Solosieg war der einzige Tour-Etappengewinn der Astana-Mannschaft 2010.
Am Tag danach führte der Weg in die Pyrenäen auf den Ax-3-Domaines. Am Schlussanstieg belauerten sich Contador und Schleck so lange, bis die Dritt- und Viertplatzierten in der Gesamtwertung, Samuel Sanchez und Denis Menchov, davonzogen und mit einem kleinen Vorsprung das Ziel erreichten. "Wino" belegte den 13. Etappenplatz knapp eine Minute hinter seinem Kapitän.
Auf der 16. Etappe von Pamiers nach Bagnères-de-Luchon durch die Pyrenäen entschied sich die Tour de France 2010. Am letzten Berg des Tages, dem Port de Balès, an dem vor allem Daniel Navarro schon Tempo für seinen Kapitän Contador gemacht hatte, setzte Andy Schleck einen Angriff, dem zunächst nur Alexander Winokurow folgen konnte. Doch dem Luxemburger sprang die Kette vom Rad, Contador zog vorbei, erreichte das Ziel nach einer Abfahrt mit vierzig Sekunden Vorsprung vor Schleck und schlüpfte erstmals 2010 in das Gelbe Trikot der Tour. Wegen seines Antritts, als Schleck Defekt hatte, wurde Contador von einigen Fahrern und Experten kritisiert, da er angeblich die Regeln des Fair-Play missachtet habe.
Der folgende Pyrenäen-Tag verlief für Contador und Winokurow ereignislos, da beide mit den anderen Favoriten das Ziel erreichten.
Nach einem Ruhetag führte die Königsetappe der Tour 2010 auf den Col du Tourmalet, an dem Schleck den Spanier mit zahlreichen Attacken abzuschütteln suchte, was ihm aber nicht gelang. Die beiden kamen zu zweit zum Ziel und der Mann im Gelben Trikot überließ Schleck den Tagessieg. Derweil erlebte Winokurow einen Einbruch und verlor über zehn Minuten.
Die endgültige Entscheidung sollte am vorletzten Tag im Einzelzeitfahren von Bordeaux nach Pauillac erfolgen. Der Spanier wies vor dem Rennen nur acht Sekunden auf Schleck auf, galt aber als der bessere Zeitfahrer. Doch Schleck war auf dem windanfälligen Kurs zeitweise sogar um ein paar Sekunden schneller als Contador, bis dieser bis zum Zielstrich noch eine halbe Minute aufholte.
Nach der letzten Etappe durfte sich Alberto Contador auf den Pariser Champs-Elysées zum dritten Mal als Gewinner der Tour de France feiern lassen. Es war sein knappster Erfolg mit nur 39 Sekunden vor Schleck. Zwar hatte Contador keinen Tagesabschnitt gewonnen und vom technischen Defekt Schlecks profitiert, doch zusammen mit dem Etappensieg und dem sechzehnten Gesamtrang von Alexander Winokurow hatte das Team Astana seine Ziele erreicht. Zudem erreichten alle neun Astana-Fahrer Paris.
Doch schon während der Frankreich-Rundfahrt wurde bekannt, dass Contador seinen zum Ende der Saison 2010 auslaufenden Vertrag nicht verlängern und zum dänischen Rennstall Saxo Bank Sungard wechseln würde.
Nach der Tour wurde bekannt, dass eine Dopingprobe von Alberto Contador während der Tour de France positiv war. Contador wurde vorläufig suspendiert, diese Suspendierung später wieder aufgehoben und im Endergebnis eines langen Verfahrens wurde Contador im Februar 2012 vom Internationalen Sportgerichtshof (CAS) rechtskräftig des Dopings schuldig gesprochen. Der Toursieg 2010 wurde ihm ab- und Andy Schleck zuerkannt. Ebenso wurden alle Ergebnisse von Contador nach der Tour de France 2010 bis August 2012 annulliert.
Im Oktober holte Astana-Fahrer Allan Davis, der zuvor die Vuelta a España bestritten hatte, Bronze für Australien bei den Weltmeisterschaften in Geelong.
Den letzten Saisonsieg für das Team errang Walentin Iglinski. Der kasachische Sprinter gewann eine Etappe und die Gesamtwertung der Tour of Hainan in China.
Im Abschlussklassement des UCI World Calendars belegte Alexander Winokurow als bestplatzierter Astana-Fahrer den Rang 11, die Mannschaftswertung beendete das kasachische Team auf Platz acht.

## Erfolge in der UCI World Calendar
In den Rennen des UCI World Calendar 2010 gelangen die nachstehenden Erfolge.
| Datum         | Rennen                          | Kat | Fahrer              |
| ------------- | ------------------------------- | --- | ------------------- |
| 11. März      | 4. Etappe Paris–Nizza           | HIS | Alberto Contador    |
| 7. – 14. März | Gesamtwertung Paris–Nizza       | HIS | Alberto Contador    |
| 14. März      | 5. Etappe Tirreno–Adriatico     | HIS | Enrico Gasparotto   |
| 25. April     | Liège-Bastogne-Liège            | HIS | Alexander Winokurow |
| 6. Juni       | Prolog Critérium du Dauphiné    | PT  | Alberto Contador    |
| 11. Juni      | 5. Etappe Critérium du Dauphiné | PT  | Daniel Navarro      |
| 12. Juni      | 6. Etappe Critérium du Dauphiné | PT  | Alberto Contador    |
| 17. Juli      | 13. Etappe Tour de France       | HIS | Alexander Winokurow |

## Erfolge in des UCI Continental Circuits
In den Rennen des UCI Continental Circuits gelangen die nachstehenden Erfolge.
| Datum           | Rennen                                    | Fahrer              |
| --------------- | ----------------------------------------- | ------------------- |
| 19. Februar     | 3. Etappe Volta ao Algarve                | Alberto Contador    |
| 17.–21. Februar | Gesamtwertung Volta ao Algarve            | Alberto Contador    |
| 6. März         | Strade Bianchi                            | Maxim Iglinski      |
| 17. April       | 4. Etappe Vuelta a Castilla y León (EZF)  | Alberto Contador    |
| 14.–18. April   | Gesamtwertung Vuelta a Castilla y León    | Alberto Contador    |
| 20. April       | 1. Etappe Giro del Trentino (EZF)         | Alexander Winokurow |
| 20.–23. April   | Gesamtwertung Giro del Trentino           | Alexander Winokurow |
| 27. Juni        | Kasachische Meisterschaft – Straßenrennen | Maxim Gurow         |
| 27. Juni        | Slowenische Meisterschaft – Straßenrennen | Gorazd Štangelj     |
| 12. Oktober     | 2. Etappe Tour of Hainan                  | Walentin Iglinski   |
| 11.–19. Oktober | Gesamtwertung Tour of Hainan              | Walentin Iglinski   |

## Zugänge – Abgänge 2010
| Zugänge                  | Team 2009                       | Abgänge                 | Team 2010       |
| ------------------------ | ------------------------------- | ----------------------- | --------------- |
| Óscar Pereiro            | Caisse d’Epargne                | Lance Armstrong         | Team RadioShack |
| David de la Fuente       | Fuji-Servetto                   | Janez Brajkovič         | Team RadioShack |
| Josep Jufré              | Fuji-Servetto                   | Chris Horner            | Team RadioShack |
| Enrico Gasparotto        | Lampre-N.G.C.                   | Andreas Klöden          | Team RadioShack |
| Paolo Tiralongo          | Lampre-N.G.C.                   | Levi Leipheimer         | Team RadioShack |
| Gorazd Štangelj          | Liquigas                        | Dmitri Murawjow         | Team RadioShack |
| Allan Davis              | Quick Step                      | Sérgio Paulinho         | Team RadioShack |
| Mirko Selvaggi           | Amica Chips-Knauf               | Jaroslaw Popowytsch     | Team RadioShack |
| Andrij Hrywko            | ISD-Neri                        | Grégory Rast            | Team RadioShack |
| Maxim Gurow              | CarmioOro-A Style               | José Luis Rubiera       | Team RadioShack |
| Scott Davis              | Fly V Australia                 | Tomas Vaitkus           | Team RadioShack |
| Dmitri Fofonow           | Ex-Profi (Crédit Agricole 2008) | Haimar Zubeldia         | Team RadioShack |
| Walentin Iglinski        | Ex-Profi (Ulan 2008)            | Steve Morabito          | BMC Racing Team |
| Jewgeni Nepomnjatschschi | Neoprofi                        | Michael Schär           | BMC Racing Team |
|                          |                                 | Jesús Yoandri Hernández | Unbekannt       |
|                          |                                 | Berik Kupeschow         | Unbekannt       |

## Mannschaft
| Name                     | Geburtstag         | Nationalität |
| ------------------------ | ------------------ | ------------ |
| Assan Basajew            | 22. Februar 1981   | Kasachstan   |
| Alberto Contador         | 6. Dezember 1982   | Spanien      |
| Allan Davis              | 27. Juli 1980      | Australien   |
| Scott Davis              | 22. April 1979     | Australien   |
| Alexander Djatschenko    | 17. Oktober 1983   | Kasachstan   |
| Waleri Dmitrijew         | 10. Oktober 1984   | Kasachstan   |
| Dmitri Fofonow           | 15. August 1976    | Kasachstan   |
| David de la Fuente       | 4. Mai 1981        | Spanien      |
| Enrico Gasparotto        | 22. März 1982      | Italien      |
| Maxim Gurow              | 30. Januar 1979    | Kasachstan   |
| Jesús Hernández          | 28. September 1981 | Spanien      |
| Andrij Hrywko            | 7. August 1983     | Ukraine      |
| Maxim Iglinski           | 18. April 1981     | Kasachstan   |
| Walentin Iglinski        | 12. Mai 1984       | Kasachstan   |
| Josep Jufré              | 5. August 1975     | Spanien      |
| Roman Kirejew            | 14. Februar 1987   | Kasachstan   |
| Daniel Navarro           | 18. Juli 1983      | Spanien      |
| Jewgeni Nepomnjatschschi | 12. März 1987      | Kasachstan   |
| Benjamín Noval           | 23. Januar 1979    | Spanien      |
| Óscar Pereiro            | 3. August 1977     | Spanien      |
| Bolat Rajimbekow         | 25. Dezember 1986  | Kasachstan   |
| Sergei Renew             | 3. Februar 1985    | Kasachstan   |
| Andrei Seiz              | 14. Dezember 1986  | Kasachstan   |
| Mirko Selvaggi           | 11. Februar 1985   | Italien      |
| Gorazd Štangelj          | 27. Januar 1973    | Slowenien    |
| Paolo Tiralongo          | 8. Juli 1977       | Italien      |
| Alexander Winokurow      | 16. September 1973 | Kasachstan   |

## Trikot

2010